# Grandidierella taihuensis
Grandidierella taihuensis is een vlokreeftensoort uit de familie van de Aoridae. De wetenschappelijke naam van de soort is voor het eerst geldig gepubliceerd in 1990 door Morino & Dai.